# Louise de Stolberg
Frédérique Louise de Stolberg née le 21 août 1746 et décédée le 29 novembre 1824, est une salonnière et dramaturge danoise. Elle a un certain degré d'influence politique sur les différents détenteurs du pouvoir au Danemark et en Allemagne. Elle participe au coup d'État de 1784 au Danemark. 

## Biographie
Fille du comte Christian Ditlev Reventlow (1710-1775) et Johanne Frédérique von Bothmer (1718-54); en 1761, elle épouse Christian Frédéric von Gramme (1737-1768) et, en 1777 Christian de Stolberg-Stolberg (1748-1821). Son deuxième mariage est un mariage d'amour, bien que pauvre et sans enfants. Jusqu'en 1797, ils vivent à Tremsbüttel, où son époux est un administrateur local et où elle anime un salon décrit comme un centre pour le monde culturel allemand et danois. Elle correspond avec de nombreuses personnalités de premier plan dans la littérature et le monde politique au Danemark et en Allemagne, parmi eux Goethe. Elle écrit également une pièce de théâtre, Emil (1782).
Elle est conseillère de ses frères, les hommes politiques Christian Ditlev Frédéric Reventlow (en) et Johan Ludvig Reventlow, et contribue à la préparation du coup d'État de 1784, qui dépose le régent danois et met le parti Bernstorff-Reventlow-Schimmelmann au pouvoir.